# Glavni ustaški stan
Glavni ustaški stan bio je vrhovni organ jedine političke organizacije u NDH-a, dok je prije uspostave NDH bio vrhovni organ ustaške organizacije u emigraciji.
Glavni ustaški stan činili su: poglavnik, doglavnici, poglavni pobočnici i povjerenici. Poglavnik je bio vrhovni čelnik ustaške organizacije i on je imenovao ostale članove Glavnog ustaškog stana. Glavni ustaški stan samo je nominalno bio vrhovni organ ustaške organizacije, jer se nikada nije sastajao, niti je obavljao funkciju koja mu je bila namijenjena. Poglavnik je organizacijom rukovodio sam. Bez obzira na to što članovi Glavnog ustaškog stana nisu djelovali kao kolektivni organ, oni su bili skupina najutjecajnijih ljudi u NDH koji su vršili razne funkcije u aparatu vlasti.
Poglavnik je bio Ante Pavelić. Doglavnici su bili Mile Budak, Ademaga Mešić, Jozo Sunarić, Marko Došen, Slavko Kvaternik, Luka Lešić, Andrija Betlehem. Oni su činili Doglavničko vijeće u koje su povremeno uključivani i novi članovi (Mate Frković, Lovro Sušić, Ljudevit Šok, Vilko Begić, Stipe Matijević, Ivan Ćelan, Janko Tortić, Jure Pavičić). Neki su od njih bili tijekom vremena razriješeni članstva u Vijeću (Matijević, Ćelan, Sunarić, Kvaternik). 
Pobočnički zbor sačinjavali su poglavni pobočnici Mladen Lorković, Ivan Oršanić, Mijo Bzik, Alija Šuljak, Ivan Javor, Vjekoslav Blaškov, Hakija Hadžić i Mira Vrličak-Dugački. Članovi Glavnog ustaškog stana bili su i povjerenici i ta je skupina bila najbrojnija.